# Matisyahu

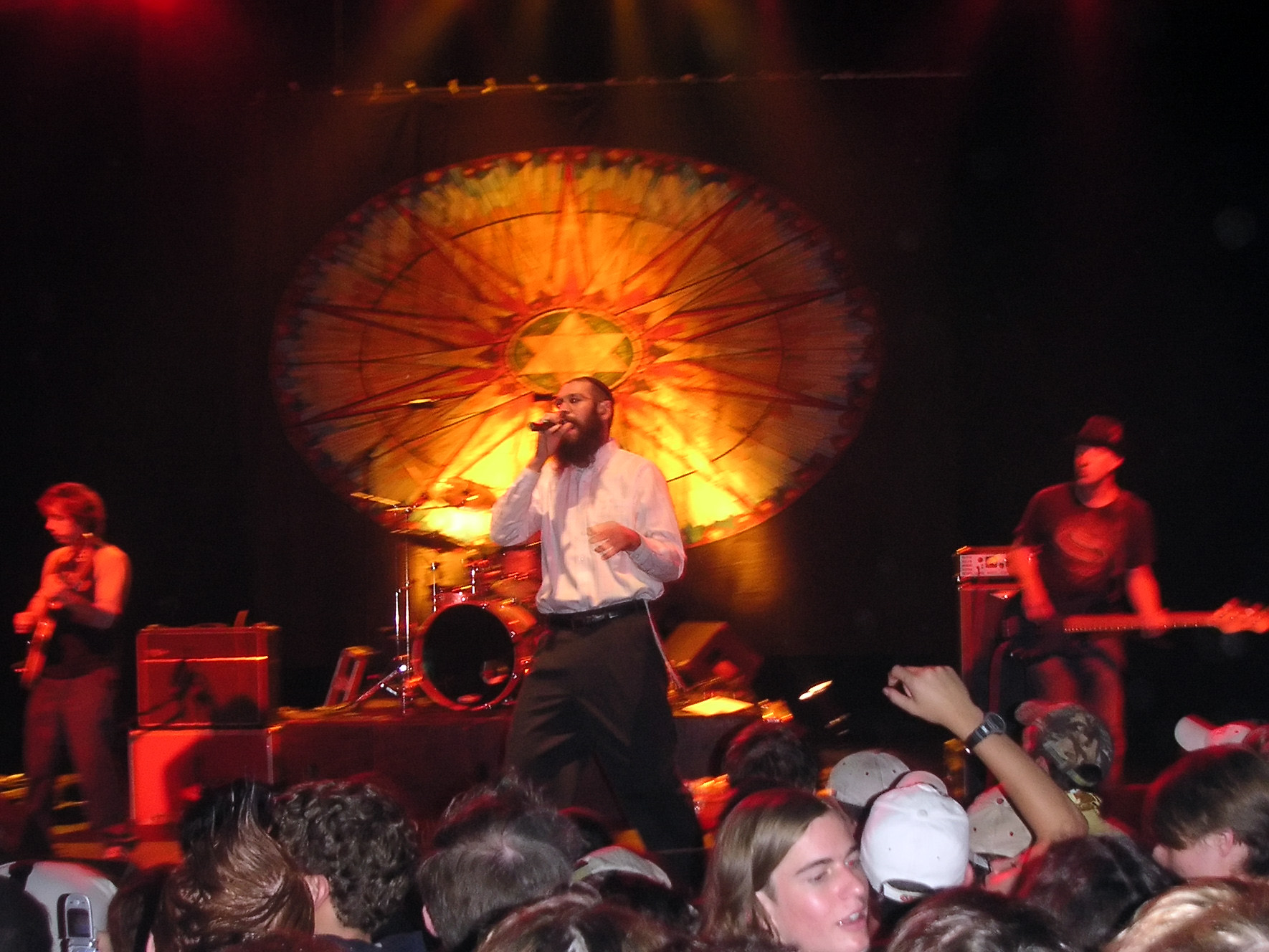
马修·保罗·米勒

马修·保罗·米勒（英語：Matthew Paul Miller，1979年6月30日—），出生在宾州西切斯特市，以他的希伯来名和艺名（/ˌmɑːtɪsˈjɑːhuː/，מתּתיהו‬）而知名。他是一名美国犹太人，雷鬼音乐家。除了因混合犹太人主题和雷鬼以及摇滚音乐而出名之外，Matisyahu最被人知晓是因为他是一个犹太教哈西德团体加巴德-卢巴维特奇的成员之一。因此，Matisyahu由于穿着传统的哈西德派犹太人服装和不在安息日演出而备受瞩目。从2004年开始，他发表了三张录音室专辑和一张现场演出专辑、两张混音CD、还有一张演唱会的DVD、以及一系列的采访。在他还不长的职业生涯里，Matisyahu已经和雷鬼界最响当当的几个名字例如比尔·拉斯威尔还有斯莱和罗比组成了拍档。
从他的首次演出开始，Matisyahu就同时在摇滚和雷鬼乐界受到了好评。最近，他更被Billboard评为“顶级雷鬼歌手”。

## 传记

### 早期生活
Matisyahu出生在宾夕法尼亚州西切斯特市的猶太家庭， 他的家庭后来在纽约州白原市定居。他作为一名重造犹太教徒长大， 并且有时以MC Truth的化名为MC Mystic的Soulfari乐队演出。16岁的时候，Matisyahu参加了一个在以色列霍德夏沙隆的亚历山大穆斯中学举行的半学期课程，专为学生提供对犹太人传统的第一手研究。 他在那里的经历极大的影响了他对于犹太教的感受，也逐渐使他决定要接受正统犹太教， 并于2001年通过华盛顿广场的加巴德成为一名巴尔·特舒华。Matisyahu现在是纽约市布鲁克林区冠冕嶺的加巴德-卢巴维特奇哈锡德团体的一分子。Matisyahu在俄勒冈州本德的一个野外训练课程中完成了他的高中。 在这有创意的事件之后，Matisyahu开始与犹太人乐队Pey Dalid一起演出。
在他接受哈西德主义之后不久，Matisyahu开始在哈达哈拖拉，一个针对回归者的犹太教神学院进行律法学习。在那里他写作并完成了他的第一张专辑。 他把鲍勃·马利、Phish、 God Street Wine和拉比·什洛莫·卡勒巴奇看成是他音乐的灵感，并感谢拉比·什洛莫·卡勒巴奇的书《向着有意义的人生》给于了他的《Youth》专辑同名曲歌词的灵感。作为他信仰的一部分，Matisyahu不在星期五晚上进行演出，以遵守犹太人安息日的规定。
Matisyahu与塔利亚·米勒结婚。他们有一个儿子，叫做拉维。

### 职业生涯
2004年，在和JDub唱片，一间非盈利的宣传犹太人音乐家的公司签约之后，Matisyahu发表了他的首张专辑, 《Shake Off the Dust...Arise》，由阿农·可汗为12 Tribe Sound制作。在当时他还相对的还不为人知的时候，直到2005年波内罗音乐节，Matisyahu与Phish乐队的崔·艾纳斯塔西欧与交谈，而后者让他参与一部分演出，这后来证明为Matisyahu职业生涯的开始。
他的第二张专辑，于2005年发表的《Live at Stubb's》，是在德克萨斯州奥斯丁市录制的现场音乐会。这场音乐会，以及他的第三张专辑《Youth》，都收到了关键的和大众的支持。每一张专辑都标志着Matisyahu的风格产生了很大的改变，特别是在《Stubb's》和《Youth》之间，因为摇滚音乐的影响变得更明显了。 自从他的后两张专辑开始畅销之后， 《Shake off the Dust》的销量也开始稳步上升，在一些在线拍卖网站例如Ebay上甚至卖到了30美元一张。在2005到2006年间，Matisyahu在美国、加拿大和欧洲进行了频密的巡回演出，其中也包括在以色列进行了许多次停留。在2006年末，Matisyahu发表了他的第四张专辑，《No Place to Be》，这是一张包括他以前所有三张专辑中的歌曲重新录制和重新混音的混音专辑，而封面是警察乐队的《瓶中信》。
歌曲《King Without a Crown》的现场版曾经进入2006年的十大现代摇滚歌曲排行。相关的视频和新专辑-《Youth》-由比尔·拉斯威尔制作，于2006年3月7日发行。在3月16日，《Youth》被评为Billboard杂志的“数码专辑”第一名。在2006年，Matisyahu再一次在波内罗出现，这次他独自在大概8万名观众面前表演。
在2006年春天, 就在《Youth》发表前夕，Matisyahu与他在JDub唱片的经纪人一刀两断，从而引起了对于Matisyahu唱片公司的一些争议。但是与公众观点相反，JDub只是管理他的演出，但在当时并不是他的唱片制作公司。
2014年，与德国歌手Adel Tawil合作，发行歌曲“Zuhause”。

## 艺术风格
Matisyahu的音乐一部分是和他背后的乐队Roots Tonic共同创作的。他的音乐具有独特的声音，混合了雷鬼、传统的嘻哈乐、和摇滚音乐典型的吉他独奏。他有时候与一个穆斯林人声打击乐手肯尼·穆罕默德共同演出。Matisyahu的第一张专辑是由先锋派音乐人和制作人比尔·拉斯威尔制作，也包括流行乐制作人吉米·道格拉斯和Ill Factor的少许贡献。
Matisyahu的大部分歌曲里全都是英语歌词，只有一小部分是希伯来语和意第绪语。他的雷鬼声乐风格是延续传统拉斯法理根源形式与打击乐的混合。打个最容易的比方，这就像意识与文化方面属于布珠·班顿、Sizzla、Capleton、或者小凯莉，但是又具有卢奇亚诺、布须曼和爱华顿·布兰德的乐观信息，以及白瑞东·雷维的声乐敏捷。这些乐曲的制作来自金·图比、奥古斯塔·帕布罗、米奇·卓德、以及林瓦尔·汤普森。称其与1970年代晚期和1980年代的基础音乐相似是准确的，但拿来与摩根·赫里塔基比较也没有错。
然而，Matisyahu混合了嬉哈和口技的当代风格，如同Sublime乐队一样，也像犹太人的传统哈桑祈祷文吟诵以及哈西德的尼古尼姆歌。通常持批评立场的纽约时报的科勒法·萨内写道“他的声音大部分应该归功于早期的舞厅雷鬼歌星们例如白瑞东·雷维和Eek-a-Mouse。”芝加哥论坛报的凯文·庞将Matisyahu的演出描述成“震撼灵魂的舞厅雷鬼招牌，是同时具有Phish的拥挤舞曲风格和Sublime乐队的斯卡朋克风格。”评论家们通常认为也许会让雷鬼纯粹主义者失望，但是承认他对于传统音乐的独特混合的驾驭，能够满足看到他演出的人。Matisyahu的风格曾同Jew da Maccabi，一个来自佛罗里达的正统犹太乐队相比较，后者包括了由嬉哈音乐演变而来但歌词是宗教内容的音乐风格。
在与一个热门的犹太人网站Chabad.org的一次访谈中，Matisyahu说道：“我所有的歌曲都是受到那些启发我的教导的启发和影响。我想让我的音乐有含意，能够打动人，让他们思考。哈西德主义教导说音乐是‘灵魂的羽根'。音乐叩击到一个很深的地方并用普通话语所不能的方式对我们说话。”这个事实在他的歌曲的歌词中得到有力的证明。

## 他名字的来源
根据Matisyahu的说法，当他被给予一个贝斯和希伯来名字的时候，他的父母很快忘记了这个名字，而开始称他为'Matisyahu'作为他的英文名字Matthew(他的俗名)的希伯来语版本。当他的父母后来找到他的命名证明的时候，他们发现他的真正希伯来名字是费维什·赫舌尔。然而，他的拉比建议他继续使用他出生以来一直使用的希伯来名字。

## 唱片分类目录

### 录音室专辑
- 2004: 《Shake off the Dust... Arise》
- 2006: 《Youth (Matisyahu album)|Youth》
- 2009: 《Light》

### 現場專輯
- 2005: 《Live at Stubb's》
- 2009: 《Live at Twist & Shout》

### 混音專輯
- 2006: 《Youth Dub》
- 2006: 《No Place to Be》

### EP
- 2008: 《Shattered》

### 单曲
- 2005
  - 《King Without a Crown》

- 2006
  - 《King without a Crown》
  - 《Youth》
  - 《Jerusalem (Matisyahu song)|Jerusalem (Out of the Darkness Comes Light)》（与斯莱和罗比的新版本）

- 2009
  - 《One Day》

### 音乐录影
Matisyahu为他的三首歌曲制作了音乐录影;
1. "King Without a Crown" (Youth版本)
2. "Youth"
3. "Jerusalem (Out of Darkness Comes Light)"

前两个音乐录音带是随着《Youth》发行的，并使用了这些歌曲的专辑版本，具有一些相似性。而《Jerusalem》的音乐录影与Matisyahu之前的作品有很大的不同。《King Without a Crown》和《Youth》都是在室外取景，似乎是在纽约市（虽然《Youth》包括一些音乐会里的场景），并包括几乎永远独自出现的Matisyahu，这与在剪掉的场景中出现的其他匿名任务形成对比。在《Youth》中，Matisyahu看起来是在讲述很多个“youth”（通过第四堵墙）。有趣的是同在《Youth》和《Jerusalem》的音乐录影中，他们做了很明显的努力来表达多元文化。
《Jerusalem》的音乐录影与Matisyahu之前的作品有很大的不同。这首歌的音乐录影中使用的歌曲并不是专辑里的版本，而是后来发行的一首单曲版本。另外，这是Matisyahu的第一张室内专辑。它主要依靠许多事件例如大屠杀、美国民主运动、以及Matisyahu的个人生活中的象征主义。这支音乐录音聚焦于以“光”作为符号，并逐渐在整个音乐录影中的图片里浮现出西墙的马赛克中结束。

### 出席的嘉宾访谈
- So Called - The So Called Seder：嬉哈乐的哈加达，犹太人饶舌歌手，JDUB唱片，2005年 [20]:音轨“第三顶帽子：Yahu”（雷弗·登恩也有出演）
- 花钱找死乐团 - Testify, 基督教摇滚/重金屬乐队，2006年[21]:音轨“Roots In Stereo”和“Strength Of My Life”
- Ta-Shma - Come Listen，犹太人饶舌团体，JMG，2006年。[22]:音轨“Rachamana”

### 封面
- 《瓶中信》（警察乐队） - 专辑封面 [23]
- 《Rastaman Chant》（鲍勃·马利） - 演唱会封面 [24]
- 《Soul Rebel》（The Wailers） - 演唱会封面 [25]

## 出席的电视和电台节目
- 吉米·凯莫秀（2004年8月24日）
- 卡尔森·达利访谈（2004年）
- 史蒂夫·哈维大挑战 (2004年)
- 杰伊·莱诺今夜秀 (2005年)
- 柯南·奥布赖恩的深夜（2005年）
- 世界咖啡馆（美国公共广播电台（2005年7月29日）
- 深深夜秀（CBS）（2005年11月15日）
- mtvU 2005年伍迪奖（2005年11月）
- MTV 10 Spot（2005年12月6日）
- MTVU：伍伯（2005年12月19日）
- 大卫深夜秀（2006年1月16日）
- 柯南·奥布赖恩的深夜（2006年3月7日）
- 吉米·凯莫秀（2006年3月8日）
- CBS星期日早晨（2006年3月26日）
- Guerilla Gig Live（2006年3月31日）
- 霍兰德秀 （2006年5月12日）
- 深深夜秀，与帕特·肯尼一起（2006年5月19日）
- 赞恩·劳尔，BBC电台1（2006年5月31日）
- MTV LIVE，加拿大MTV（2006年6月12日）
- 波内罗音乐节，曼彻斯特市（2006年6月18日）
- 2006年Rock Werchter，比利时（2006年6月29日）
- Lollapalooza, 芝加哥市（2006年8月5日）
- ACL音乐节，奥斯丁市（2006年9月17日）
- Soundcheck, WNYC, 纽约市，（2006年12月11日）收听
- 杰伊·莱诺今夜秀（2007年1月3日）
- 吉米·凯莫秀（2007年1月4日）

## 奖项和提名

### 提名
- 2007年格莱美奖 - 《Youth》获提名为最佳雷鬼专辑[26]

### 得奖
- 2006年时尚先生杂志的Esky音乐奖 - 最可爱的奇怪家伙称他为“世界上最吸引人的雷鬼艺术家” [27]

## 其它
- 在2006年初，Matisyahu受到麦当娜（她是卡巴拉中心的追随者）邀请去参加她的逾越节晚餐。Matisyahu评论到:“我需要确认一下这个活动，就像大多数人一样，保证它是符合犹太人戒律的。”[28]